# ولایت خودمختار گولوگ تبتی
ولایت خودمختار گولوگ تبتی (به انگلیسی: Golog Tibetan Autonomous Prefecture) یک ولایت خودمختار در چین است که در چینگهای واقع شده‌است.